# Кологлея
Кологлея (укр. Кологлія) — балка и ручей, левый приток реки Тилигул, расположенный на территории Березовского района (Одесская область, Украина).

## География
Длина — 10 км. Площадь бассейна — 74,1 км². На протяжении почти всей длины пересыхает, верхнее течение — наименее маловодное. Долина изрезана ярами и промоинами, преимущественно правый берег. Есть пруды. Характерны весенние и летние паводки.
Берёт начало западнее села Травневое. Река течёт на юго-запад. Впадает в Тилигул (на 27-м км от её устья) непосредственно западнее восточной окраины города Березовка.
Притоки: (от истока к устью) безымянные балки
Населённые пункты (от истока к устью):
1. Лановое
2. Березовка